# Кирилл V Заим
Кирилл V Заим, также известен как Кирилл III (в миру Константин Заим, араб. كيريل الخامس‎) — патриарх Антиохийский и всего Востока, сын Павла Алеппского, внук патриарха Макария III.

## Биография
Константин Заим родился около 1655 года, предположительно в Алеппо и был внуком антиохийского патриарха Макария III Заима, который умер в 1672 году. 2 июня 1672 года Константин Заим был избран патриархом Антиохийской православной церкви под именем Кирилла V. Его избрание стало очередным триумфом христианской общины Алеппо и оспаривалось некоторыми архиереями и иерусалимским патриархом Досифеем II, который считал его избрание неканоничным, по причине того, что Кирилл не достиг совершеннолетия для хиротонии в епископа. Также Досифей II встречался с Заимом в Дамаске и у него сложилось негативное впечатление от 20-ти летнего патриарха. Противники избрания Кирилла поддержали митрополита Хамы Неофита Хиосского, племянника предыдущего патриарха Евфимия III, который отправился в Константинополь, где получил одобрение на патриаршество османского султана Мехмеда IV и Вселенского патриарха Дионисия IV. В 1672 году константинопольский синод низложил Кирилла и возвёл на антиохийский престол Неофита. Тем самым был создан прецедент вмешательства Константинопольского патриархата в выборы предстоятеля Антиохийской церкви, в которой произошёл раскол на две противоборствующие фракции (поддерживающие Кирилла V и Неофита I). Оба патриарха отлучали архиереев, клириков и мирян, поддерживавших соперника. В 1682 году Неофит Хиосский из-за своих финансовых проблем решил уйти в отставку, в обмен на Лаодикийскую епархию, оставив Кирилла V Заима единственным претендентом на патриарший престол.
В 1682—1683 годах Кирилл предпринял путешествие в Грузию для сбора милостыни. Вскоре в Антиохийской церкви вновь возникло соперничество за патриарший престол. Претендентом на патриарший престол стал Афанасий Даббас, которого поддержали монахи-францисканцы (выступавшие против Кирилла Заима, обвинённого в симонии). В 1685 году Афанасий Даббас в Константинополе получил от османской властей берат на патриаршество в Антиохийской церкви. 25 июля 1686 года во время отсутствия Кирилла в Дамаске, Афанасий Даббас был рукоположен во епископа и возведён на патриарший престол с именем Афанасий III и признан местными османскими властями в качестве патриарха. В 1687 году Кирилл добился в Константинополе берата, признающего его в качестве законного антиохийского патриарха. После этого Кирилл вернулся в Дамаск, а его соперник обосновался в Алеппо, в Антиохийской церкви вновь возник ожесточённый конфликт.
Следующие девять лет были отмечены схизмой между двумя претендующими патриархами Кириллом V Заимом и Афанасием III Даббасом. В апреле 1687 года Афанасий III в переписке с папой Иннокентием IX принял католическое исповедание веры, однако не афишировал этот факт. Борьба между двумя патриархами завершилась в октябре 1694 года, когда оба соперника пришли к соглашению. Афанасий признал Кирилла законным патриархом в обмен на назначение на Алеппскую кафедру и право на престолонаследие после смерти Кирилла. В 1698 году это соглашение было признано недействительным Римом, который продолжал считать патриархом Афанасия III, принявшего католическое исповедание веры. В 1716 году, учитывая ослабление Османской империи и растущее европейское влияние, Кирилл V предпринял попытку сближения с Римом. Посредниками между патриархом и католиками выступили священник Серафим Танас и прокатолический митрополит Тиро-Сидонский Евфимий Сайфи (дядя Танаса по материнской линии) и францисканцы. 8 сентября 1716 года Кирилл V Заим направил в Рим послание, в котором признал примат папы римского, католические догматы и решения Флорентийского собора. При этом как отмечали современники, Кирилла не интересовали богословские аспекты, а его сближение с Римом было вызвано политическими и прагматическими причинами. Кирилл V умер в Дамаске 5 января 1720 года, его преемником стал Афанасий III Даббас.

## Комментарии
1. ↑  В патриарших списках ле Кьена[англ.] и К. Королевского он фигурирует как Кирилл V в списке Константина как Кирилл III.